# 14年
| 千纪： | 1千纪                                                                               |
| 世纪： | 前1世纪 \| 1世纪 \| 2世纪                                                           |
| 年代： | 前10年代 \| 前0年代 \| 0年代 \| 10年代 \| 20年代 \| 30年代 \| 40年代                |
| 年份： | 9年 \| 10年 \| 11年 \| 12年 \| 13年 \| 14年 \| 15年 \| 16年 \| 17年 \| 18年 \| 19年 |
| 纪年： | 新始建国天凤元年                                                                    |

## 大事记
- 罗马帝国
  - 提贝里乌斯(提比略)继承屋大维成为罗马皇帝。
  - 日耳曼人起义，提贝里乌斯派侄子日耳曼尼库斯去征讨。
  - 格马尼库斯被任命为征伐日耳曼的司令，这场战争将会在公元16年结束。
  - 格马尼库斯对马尔斯（在上鲁尔河的日耳曼部落）进行了残酷的屠杀袭击。
  - 纳普若图斯镇和港口被一个送往那里修建道路和桥梁的叛变的罗马军团掠夺。
  - 塞克图斯 埃普勒斯和塞克图斯·庞培成为罗马执政官。
  - 普查表明，罗马帝国有497.3万人左右。
- 中国
  - 新朝统治下的中国出现了大饥荒，甚至出现了食人的情况。
  - 須卜居次夫婦勸單于議和，新廷派王昭君侄王歙為和親侯。
  - 四月，王莽分西都常安城旁為「六鄉」，置帥各一人。分常安臨近的三輔地區為「六尉郡」，另分東都為「六州」；分臨近地區為「六隊郡」，即河東、河內、弘農、河南、潁川及南陽。六尉郡、六隊郡皆置大夫，其職如太守；屬正，職如都尉。
  - 王莽鑄造貨泉與貨布，在“復申下金銀龜貝之貨，頗增減其賈直”的情況下，又廢除小錢，並在6年後徹底廢除大錢。

## 各国领袖

### 非洲
- 库施
  - 国王：Natakamani（前1年－20年）
- 毛里塔尼亚
  - 国王：Juba II（前25年－23年）

### 亚洲
- 中国：
  - 新朝：
    - 皇帝：王莽（8年－23年）
- 匈奴
  - 单于：乌累若鞮单于（13年－18年）
- 朝鲜
  - 百济：
    - 国王：温祚王（前18年－28年）

  - 东扶余：
    - 国王：带素（前7年－22年）

  - 高句丽：
    - 国王：琉璃王（前19年－18年）

  - 新罗：
    - 国王：南解次次雄（4年－24年）
- 贵霜帝国
  - 翕侯：赫拉欧斯（1年－30年）

### 欧洲
- 阿特雷巴特
  - 国王：Eppillus（7年－15年）
- 卡图维勒尼
  - 国王：Cunobelinus（9年－40年）
- 高加索伊比里亚
  - 国王：Aderk（前2年－30年）
- 马科曼尼
  - 国王：Marbod（前9年－19年）
- 罗马帝国
  - 皇帝：
    1. 奥古斯都（前27年－14年）
    2. 提比略（14年－37年）

### 中东
- 卡帕多细亚
  - 国王：阿西劳斯（前36年－17日）
- 科马吉尼
  - 国王：Antiochus III（前12年－17年）
- 奈巴提亚
  - 国王：Aretas IV Philopatris（前9年－40年）
- 奥斯若恩
  - 国王：Abgar V（13年－50年）
- 安息
  - 国王：阿尔达班三世（10年－38年）
- 本都 - 皮托多里斯，本都女王（西元前8年－西元23年）

## 逝世
- 8月19日－罗马帝国第一王朝儒略-克劳狄王朝建立者奧古斯都大帝（屋大维）（前63年出生，77岁）。
- 奧維德，古羅馬詩人。